# Granit strzeliński

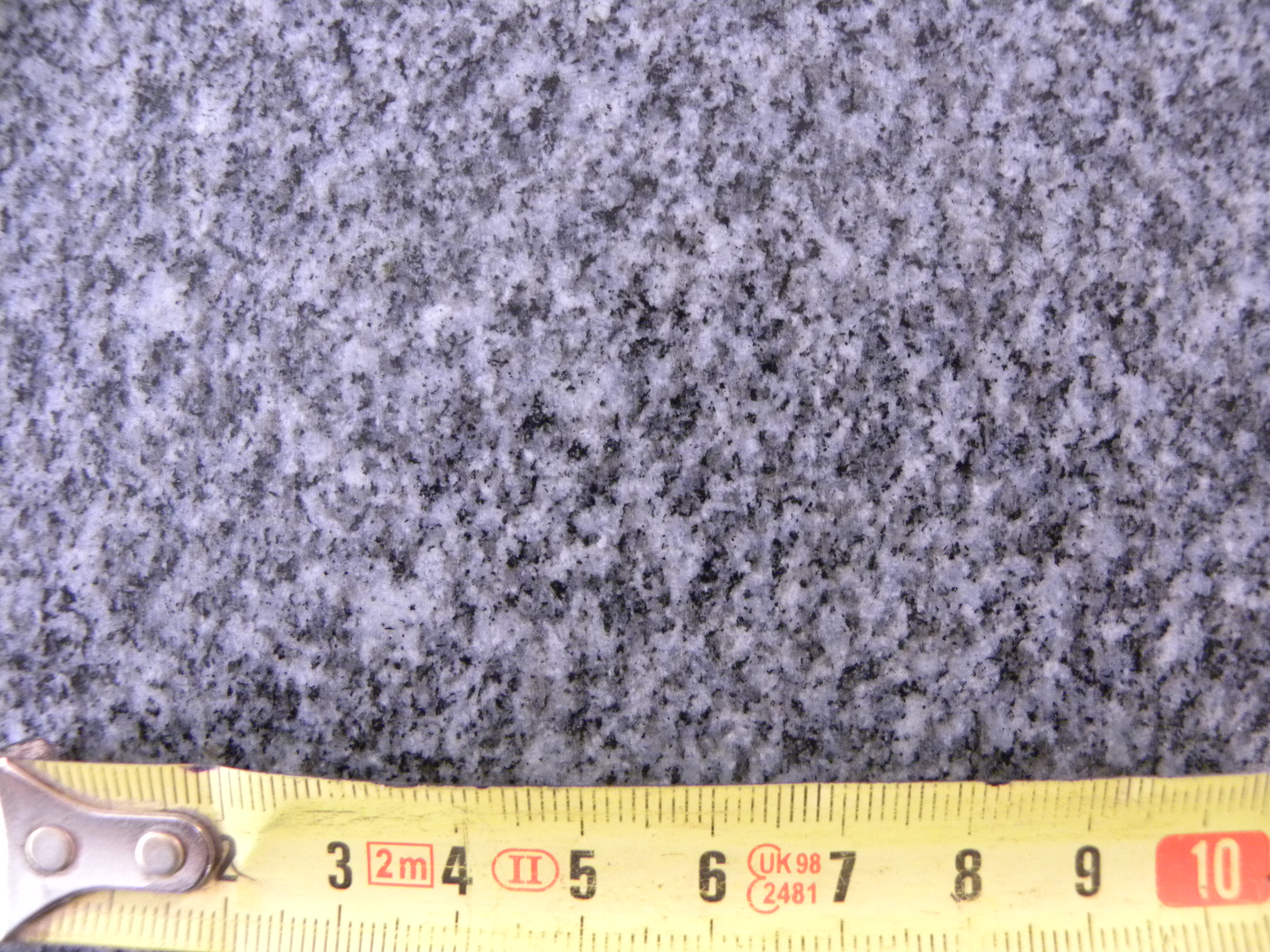
Granit strzeliński, Strzelin, Dolny Śląsk

Granit strzeliński (Strzelin) – handlowa nazwa szarego granitu pochodzącego z intruzji Strzelina, wchodzącego w skład masywu strzelińskiego na bloku przedsudeckim. Wiek intruzji oceniany jest na 303-283 mln lat (westfal, górny karbon). Należy do waryscyjskiego piętra strukturalnego. Nazwa pochodzi od miasta Strzelin.

## Odmiany
Granit strzeliński występuje w trzech odmianach:
- drobnoziarnisty granit biotytowy

Skład: mikroklin, plagioklazy, kwarc i biotyt.
Odsłania się w środkowej części kamieniołomu Strzelin i w północnej części kamieniołomu Mikoszów. Występują ciemne enklawy drobnoziarniste (jednak są one rzadkie i niewielkie (do kilku centymetrów)).
- średnioziarnisty granit biotytowy

Skład: mikroklin, plagioklazy, kwarc i biotyt. Odsłania się w południowej i północnej części kamieniołomu Strzelin i w południowej części kamieniołomu Mikoszów. Można spotkać enklawy ciemnych gnejsów i ciemne enklawy drobnoziarniste.
- drobnoziarnisty granit biotytowo-muskowitowy

Skład: mikroklin, plagioklazy, kwarc, biotyt i muskowit. Żyły białego, drobnoziarnistego granitu biotytowo-muskowitowego grubości kilku metrów do kilkudziesięciu cm przecinają zarówno granit średnioziarnisty jak i granit biotytowy drobnoziarnisty.

## Cechy fizyczne
- Gęstość 2,66 g/cm³
- Porowatość 1,5%
- Nasiąkliwość 0,31%
- Wytrzymałość na ściskanie 253 MPa
- Ścieralność na tarczy Boehmego 0,15 cm
- Ścieralność w bębnie Devala 2%
- Mrozoodporność 25 (całkowita)

## Historia
W dokumencie lokacyjnym Strzelina wydanym w 1292 przez Księcia Świdnicko–Jaworskiego Bolka I Surowego pojawia się cech skalników-kamieniarzy. Granit strzeliński z pewnością wydobywano już w I połowie XII wieku. Wydobycie na skalę przemysłową rozpoczęto w XIX w. Po odzyskaniu Strzelina przez Polskę w 1945 roku zastano zdewastowane urządzenia techniczne kamieniołomu, a samo wyrobisko zalane wodą. Jednak już w styczniu 1946 wznowiono sprzedaż surowca. W 1992 kamieniołom sprywatyzowano. Obecnie granity strzelińskie eksploatuje Mineral Polska sp. z o.o. niemal wyłącznie na kruszywo drogowe.

## Przykłady zastosowania
Granity strzelińskie wykorzystane były m.in. w:
- Rotunda św. Gotarda w Strzelinie
- kościoły w Górce Sobockiej i Białym Kościele
- Kościół św. Mikołaja w Brzegu
- ratusz w Brzegu
- mury miejskie w Strzelinie
- Most Poniatowskiego w Warszawie
- Pałac Kultury i Nauki
- Pomnik Bohaterów Warszawy (pomnik Nike)
- gmach Deutsche Bank w Berlinie (kolumny)
- gmachu Reichstagu (schody i posadzki)
- Czerwony Ratusz w Berlinie (elementy architektoniczne)